# Cotinusa bryantae
Cotinusa bryantae är en spindelart som beskrevs av Arthur M. Chickering 1946. Cotinusa bryantae ingår i släktet Cotinusa och familjen hoppspindlar. Inga underarter finns listade i Catalogue of Life.